# Ciuperceni, Teleorman
Ciuperceni là một xã thuộc hạt Teleorman, România. Dân số thời điểm năm 2002 là 1922 người.